# 위창자간막동맥
인체 해부학에서 위창자간막동맥(superior mesenteric artery, SMA) 또는 상장간막동맥(上腸間膜動脈)은 복강동맥이 시작하는 부분 바로 아래인 배대동맥의 앞면에서 발생하는 동맥이다. 위창자간막동맥은 샘창자 하부부터 가로잘록창자의 2/3까지의 창자, 이자까지 혈액을 공급한다.

## 구조
성인의 척추 L1의 아래쪽 경계에서 앞쪽으로 발생한다. 이 시작 지점은 보통 복강동맥의 시작 지점보다 1cm 낮은 위치이다. 처음에 이자의 목과 지라정맥의 뒤아래쪽을 통과하여 앞아래쪽 방향으로 이동한다. 이 부분의 위창자간막동맥 아래쪽에 위치하는, 위창자간막동맥과 대동맥 사이의 구조물에는 다음과 같은 것들이 있다.
- 왼쪽 콩팥정맥 - 왼쪽 콩팥과 아래대정맥 사이를 주행한다. 이 위치에서 왼쪽 콩팥정맥이 SMA와 배대동맥 사이에서 압박되면 호두까기 인형 증후군 을 유발할 수 있다.
- 샘창자의 세 번째 부분. 이 위치에서 창자가 위창자간막동맥에 의해 압박되면 위창자간막동맥 증후군을 유발할 수 있다.
- 이자 갈고리돌기 -  위창자간막동맥 주위를 연결하는 이자의 작은 부분이다.

위창자간막동맥은 일반적으로 위창자간막정맥의 왼쪽으로 주행한다. 이자의 목을 지나 가지를 내기 시작한다.

### 가지
| 가지 이름          | 혈액을 공급하는 구조                      |
| ------------------ | ----------------------------------------- |
| 아래이자샘창자동맥 | 이자의 머리와 샘창자의 오름부분, 아랫부분 |
| 창자동맥           | 돌창자와 빈창자                           |
| 돌잘록창자동맥     | 돌창자 마지막 부분, 막창자, 막창자꼬리    |
| 오른잘록창자동맥   | 오름잘록창자                              |
| 중간잘록창자동맥   | 가로잘록창자                              |

돌창자에 있는 동맥활의 수는 빈창자보다 많다.
중간잘록창자동맥, 오른잘록창자동맥, 돌잘록창자동맥은 잘록창자의 안쪽 경계를 따라 모서리동맥을 형성하기 위해 서로 문합한다. 모서리동맥은 아래창자간막동맥의 가지인 왼잘록창자동맥에 의해 완성된다.

## 임상적 중요성
- 위창자간막동맥의 급성 폐색은 거의 예외 없이 장의 허혈로 이어지며, 종종 치명적인 결과를 가져온다. 위창자간막동맥 폐색의 최대 80%가 사망에 이를 수 있다.[2]
- 위창자간막동맥은 왼쪽 콩팥정맥을 압박하여 호두까기 인형 증후군을 유발할 수 있다. 또한 샘창자의 세 번째 부분(수평부분)이 눌리면 위창자간막동맥 증후군이 발생할 수 있다.

## 추가 이미지

배와 골반의 혈관을 CT 스캔하여 렌더링한 그림.
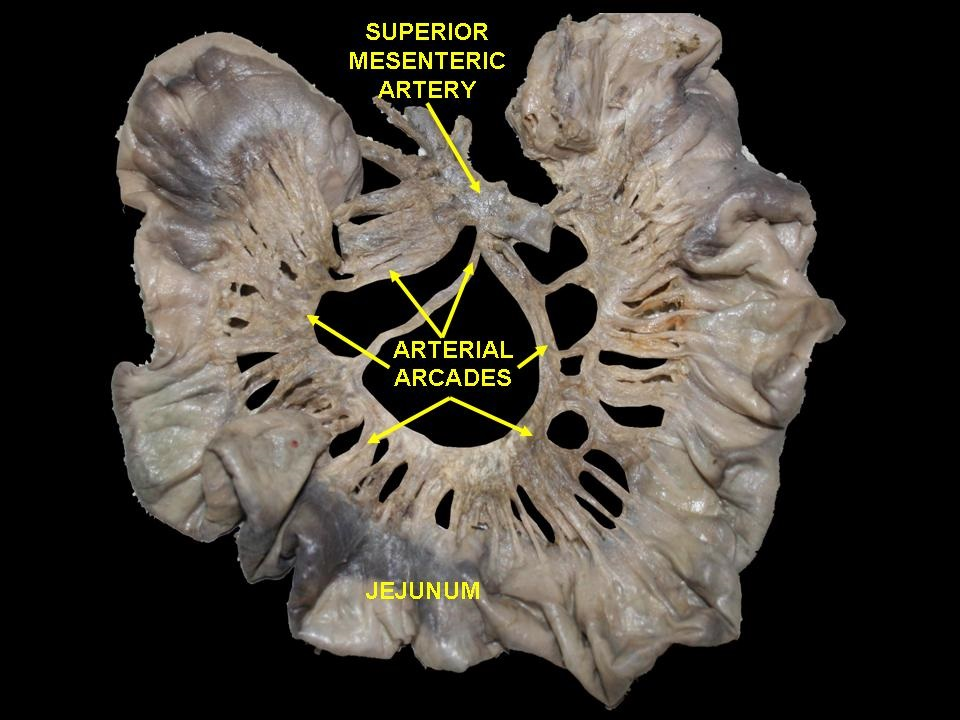
위창자간막동맥.
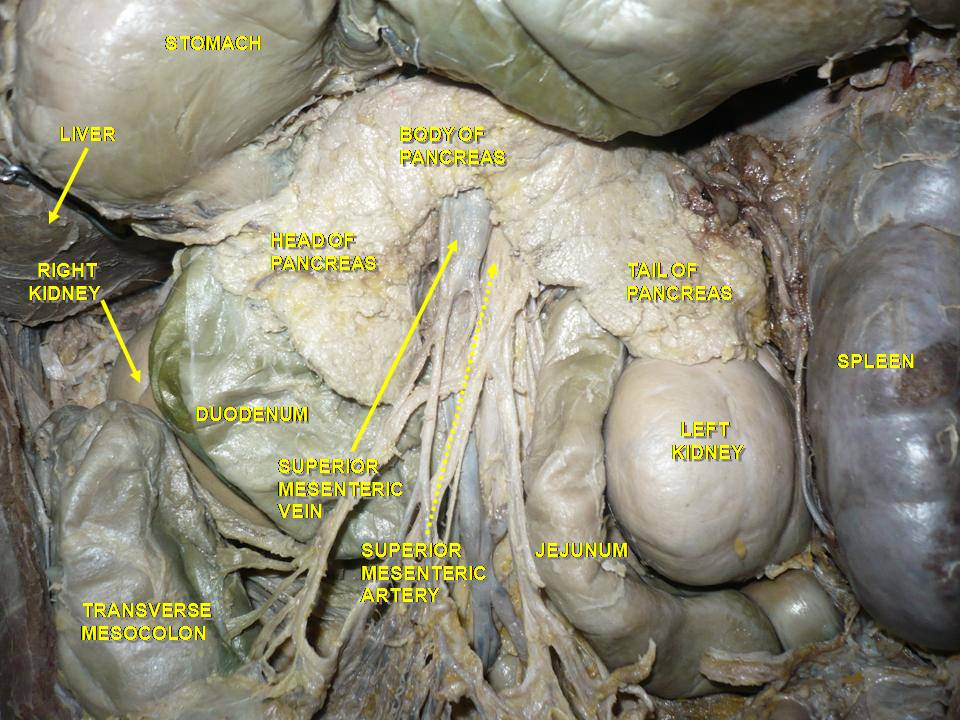
위창자간막동맥과 주변 구조 사이의 위치 관계를 보여주는 해부.